# Vukoslav Hrvatinić
Vukoslav Hrvatinić (?, prije 1299. — ?, prije 16. travnja 1343.), bosanski knez iz Donjih kraljeva, porijeklom iz velikaške obitelji Hrvatinić. Jedan je od trojice sinova bosanskog kneza Hrvatina Stjepanića, rodonačelnika velikaške obitelji Hrvatinić.

## Životopis
Ne spominje se izrijekom u ispravama izdanim njegovom ocu Hrvatinu 1299., 1301., 1304. i 1305. godine, ali je njima obuhvaćen u općem navođenju Hrvatina, njegovih sinova i braće (dictis Hrivatino, filiis et fratribus eius). Imenom se spominje prvi put 1315. godine kao knez kada je u Sanici u Župi Sani izmirio nekog Vuka Obradova s njegovim plemenom. Sljedeći put se spominje u izvorima tek 1325. godine kada je u Ključu darovao slobodu Jurjevu nezakonitu sinu Hraniču.
Godine 1322. napustio je hrvatskog bana Mladena II. Šubića Bribirskog, čiji je autoritet do tada priznavao, a 1326. godine je prekinuo i savezništvo s Babonićima, sinovima nekadašnjeg slavonskog bana Stjepana V. Babonića te je prihvatio vlast bosanskog bana Stjepana II. Kotromanića. Kao nagradu za odmetanje od podaništva hrvatskim velikašima, bosanski ban Stjepan mu je priznao slobodu i pravo na posjedovanje naslijeđenih župa Banice i Vrbanje s njihovim gradovima Ključem i Kotorom kao nagradu za vjernu službu.
Oženio je Jelenu Krbavsku, kći hrvatskog velikaša i kneza Kurjaka Gusića Krbavskog, s kojom je imao sinove Vlatka, Vuka i Pavla.

## Vanjske poveznice
- Hrvatinići – Hrvatska enciklopedija
- Hrvatinići – Proleksis enciklopedija
- Hrvatinići – Hrvatski biografski leksikon